# Herbert Kampf
Herbert Wolfram Kampf (* 1. Juli 1896 in Düsseldorf; † 1942) war ein deutscher Maler, Grafiker und Illustrator.

## Leben
Kampf war dritter von vier Söhnen des bekannten Malers und Hochschullehrers Arthur Kampf und dessen Ehefrau Mathilde (1869–1950), der jüngsten Schwester des Malers Willy Spatz. Der Maler Eugen Kampf war sein Onkel, der Maler und Fotograf August Kampf sein Großvater, der Maler Ari Walter Kampf sein Cousin. Tätig war er in Berlin, wo er am 19. Mai 1919 Charlotte Margarete Meiser (* 30. Dezember 1893) heiratete. 
In der Zeit des Nationalsozialismus war Kampf Mitglied der Reichskammer der bildenden Künste. Für diese Zeit ist seine Teilnahme an 15 großen Gruppenausstellungen belegt, darunter von 1937 bis 1943 sechs Große Deutsche Kunstausstellungen in München, u. a. mit dem Bild Meine Tochter Eva, das Joseph Goebbels erwarb, und Ikarus, das auch als Kunstpostkarte gedruckt wurde.
1939 wurde Kampf als Grafiker der Berliner Kunstpreis zuerkannt.